# Natsuko Kuroda
Pour les articles homonymes, voir Kuroda.
Natsuko Kuroda (黒田夏子, Kuroda Natsuko), née le 23 mars 1937 à Tokyo, est une romancière japonaise. Elle a étudié à l'Université Waseda et a travaillé comme enseignante et correctrice. 
En 1963,  elle remporte le Prix Yomiuri de la meilleure Nouvelle pour "Yumi", mais depuis 1970, elle ne publie que très peu, et seulement dans des revues.
En 2013, elle remporte  le Prix Akutagawa pour ab Sango (abさんご). Elle est l'écrivain le plus âgé à avoir obtenu cette récompense qui est plutôt considéré comme un prix pour récompenser les jeunes auteurs les plus prometteurs.

## Référence
1. ↑  (en) « Natsuko Kuroda, 75, becomes oldest Akutagawa literary award winner », dans The Japan Times, 17 janvier 2013, consulté sur www.japantimes.co.jp le 16 janvier 2013